# 迪亚曼泰
迪亚曼泰（義大利語：Diamante），是意大利科森扎省的一个市镇。总面积11平方公里，人口5424人，人口密度493.1人/平方公里（2009年）。ISTAT代码为078048。